# 瀬又
瀬又（せまた）は、千葉県市原市の市津地区にある大字。郵便番号は290-0151。

## 概要
市原市北部の市津地区にある。地区北部の千葉市緑区との境界付近に位置している。北部はJR誉田駅付近の住宅街、中央部はやや山がちな地形で一部に集落が見られ、南部は村田川上流の水田地帯となっている。北部に関しては、計画的な宅地開発が行われている箇所が見られる。また、千葉市緑区誉田町と接し、JR外房線の線路と接している場所もあり、字内では比較的発展している場所になっている。

## 地理
北は千葉市緑区誉田町、東は千葉市緑区越智町、南は高田及び中野、西は押沼及びちはら台東と接している。

## 世帯数と人口
2022年4月1日現在の世帯数と人口は以下の通りである。
| 町丁字 | 世帯数    | 人口    |
| ------ | --------- | ------- |
| 瀬又   | 1,682世帯 | 3,409人 |

## 通学区域
市立小学校・市立中学校及び県立高等学校の通学区域は以下の通りである
| 町丁字 | 番地 | 小学校                 | 中学校             | 高等学校 |
| ------ | ---- | ---------------------- | ------------------ | -------- |
| 瀬又   | 全域 | 市原市立市東第一小学校 | 市原市立市東中学校 | 第9学区  |

## 交通

### 鉄道
町丁字内には鉄道駅は存在していないが、最寄りは以下の通りである。
- JR東日本外房線 - 誉田駅

### バス
- 小湊鉄道

### 道路
- 千葉外房有料道路
- 千葉県道128号日吉誉田停車場線